# Софроний (писатель)
Софро́ний (др.-греч. Σωφρόνιος; лат. Sophronius; IV век - V век) — греческий христианский писатель и переводчик. Иеронима Стридонского в 134 главе (которая посвящена Софронию) своей книги «О знаменитых мужах» отзывается о Софронии, как о человеке высочайшей учености. Софроний написал, будучи еще юношей, «Похвалу Вифлеему», позже написал значительный труд «О ниспровержении Сераписа», «Послание к Евстахию», «О девственности», «Жизнеописание монаха Илариона». Книги Софрония не сохранились. Софроний перевел небольшие работы Иеронима Стридонского с латинского на греческий язык отточенным стилем. Кроме того, на греческий Софроний перевел Псалтирь и книги Пророков, переведенных ранее Иеронимом с древнееврейского языка на латинский.